# Concepción del Sur
Concepción del Sur est une municipalité du Honduras, située dans le département de Santa Bárbara. La municipalité comprend 5 villages et 37 hameaux. Elle est fondée en 1900.

## Source de la traduction
- (en) Cet article est partiellement ou en totalité issu de l’article de Wikipédia en anglais intitulé « Concepción del Sur » (voir la liste des auteurs).